# 圣路易斯名人列表
以下为密苏里州圣路易斯市及圣路易斯县的名人列表。

## A
- 阿肯 (Akon，1973年生), 嘻哈及R&B歌手
- 马娅·安杰卢 (Maya Angelou，1928–2014),诗人、剧作家
- 亨利·阿姆斯壮 (Henry Armstrong，1912–1988), 拳击手

## B

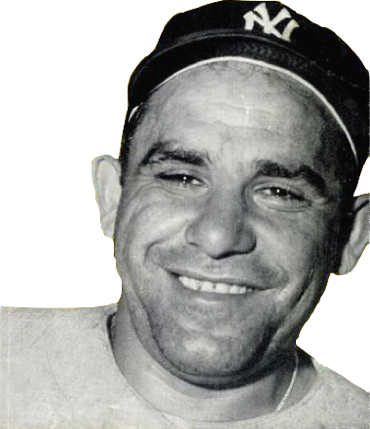
尤吉·贝拉

- 约瑟芬·贝克 (Josephine Baker，1906–1975), 艺人
- 布拉德利·比尔 (Bradley Beal，born 1993),籃球運動員
- 尤吉·贝拉 (Yogi Berra，1925–2015), 棒球运动员
- 查克·贝里 (Chuck Berry，1926–2017), 歌手和词曲作者
- 琳达·布莱尔 (Linda Blair，生于1959), 演员
- 基特·邦德 (Kit Bond，生于1939), 议员
- 丹尼尔·布恩 (Daniel Boone，1734–1820),探险家
- 斯特林·K·布朗 (Sterling K. Brown，生于1976), 演员
- 马克·柏利 (Mark Buehrle，生于1979),棒球运动员
- 威廉·柏洛茲 (William S. Burroughs，1914–1997), 小說家、社會評論家以及說故事表演者
- 诺伯特·李奥·巴茨 (Norbert Leo Butz，生于1967),音乐剧演员

## C
- 凯特·卡普肖 (Kate Capshaw，生于1953), 演员
- C·J·彻里 (C. J. Cherry，生于1942), 作家
- 凯特·萧邦 (Kate Chopin，1851–1904), 小说家
- 威廉·克拉克 (探险家) (William Clark，1770–1838), 探险家
- 阿瑟·康普顿 (Arthur Compton，1892–1962), 1927年诺贝尔物理学奖得主
- 吉米·康诺尔斯 (Jimmy Connors，生于1952), 网球运动员
- 卡尔·斐迪南·科里 (Carl Ferdinand Cori，1896–1984);1947年诺贝尔生理学或医学奖得主

## D
- 布拉德·戴维斯 (足球运动员) (Brad Davis，生于1981), 足球运动员
- 迈尔士·戴维斯 (Miles Davis，1926–1991), 音乐家
- 菲利斯·狄勒 (Phyllis Diller，1917–2012),喜剧演员
- 约翰·杜尔 (L. John Doerr，生于1951), 企业家
- 科林·唐纳 (Colin Donnell，生于1982), 演员
- 杰克·多西 (Jack Dorsey，生于1976), 软件设计师
- 凯瑟琳·邓翰 (Katherine Dunham，1909–2006), 舞蹈家

## E
- T·S·艾略特 (T. S. Eliot，1888–1965), 诗人
- 沃克·埃文斯 (Walker Evans，1903–1975), 摄影师

## F
- 强纳森·法兰森 (Jonathan Franzen，生于1959), 作家
- 大卫·佛里斯 (David Freese，生于1983), 棒球运动员

## G
- 玛莎·盖尔霍恩 (Martha Gellhorn，1908–1998), 作家、记者
- 大卫·君图力 (David Giuntoli，生于1981), 演员
- 约翰·古德曼 (John Goodman，生于1952), 演员
- 贝蒂·格拉布尔 (Betty Grable，1916–1973), 演员
- 葛兰特·格林 (Grant Green，1935–1979), 爵士吉他演奏家
- 詹姆斯·古恩 (James Gunn，生于1966), 编剧、导演
- 西恩·昆恩 (Sean Gunn，生于1974), 演员

## H
- 项美丽 (Emily Hahn，1905–1997),记者、作家
- 乔·哈姆 (Jon Hamm，生于1971), 演员
- 多丽丝·哈特 (Doris Hart，1925–2015), 网球运动员
- 乔治·希肯卢珀 (George Hickenlooper，1963–2010), 导演
- 莱恩·霍华德 (Ryan Howard，生于1979),棒球运动员
- 拉里·休斯 (Larry Hughes，生于1979), 篮球运动员

## I
- 韦达德·伊比舍维奇 (Vedad Ibišević，1984), 波斯尼亚足球运动员

## J
- 斯科特·乔普林  (Scott Joplin，1867/1868–1917), 作曲家
- 杰姬·乔伊娜-克西 (Jackie Joyner-Kersee，生于1962),田径运动员

## K
- 肯恩 (摔角手) (Kane，生于 1967), 摔角手
- 安德里亚斯·凯特苏拉斯 (Andreas Katsulas，1946–2006), 演员
- 艾尔伯特·金 (音乐家) (Albert King，1923–1992), 音乐家
- 凯文·克莱恩 (Kevin Kline，生于1947), 演员
- 卡莉·克劳斯 (Karlie Kloss，生于1992), 模特

## L
- 戴维·李 (1983年) (David Lee，生于1983), 篮球运动员
- 查尔斯·林德伯格 (Charles Lindbergh，1902–1974), 飞行员
- 琳达·林格尔 (Linda Lingle，生于1953), 夏威夷州首位女性州长

## M
- 埃德·麦考利 (Ed Macauley，1928–2011),籃球運動員
- 玛莎·曼森 (Marsha Mason，生于1942), 演员
- 麦斯特与强生（Masters and Johnson）研究小组
- 本·麦克勒莫尔 (Ben McLemore，生于1993), 篮球运动员
- 梅特罗·布明 (Metro Boomin，生于1993), 唱片製作人
- 杰伊·米勒 (Jay Miller，1943–1991), 篮球运动员
- 泰勒·曼森 (Taylor Momsen，生于 1993), 歌手、模特、演员
- 斯坦·穆休 (Stan Musial，1920–2013), 棒球球員

## N
- 耐利 (Nelly，生于1974), 說唱歌手
- 阮春智 (Dustin Nguyen，生于1962),越南裔男演員

## O
- 小鲍勃·奥顿 (Bob Orton Jr.生于1950), 摔角选手
- 兰迪·欧顿 (Randy Orton，生于1980), 职业摔角手

## P
- 伊万·彼得斯 (Evan Peters，生于1987), 演员
- 约瑟夫·普利策 (Joseph Pulitzer，1847–1911), 编辑、出版家

## R
- 彼得·雷文 (Peter H. Raven，生于1936),植物学家
- 蒂姆·里姆（Tim Ream，生于1987）,足球运动员
- 迈克·罗杰斯 (Mike Rodgers，生于1985), 田径运动员

## S
- 大卫·山朋 (David Sanborn，生于1945), 音乐家
- 麦斯·薛泽 (Max Scherzer，生于1984), 棒球运动员
- 亨利·萧 (Henry Shaw，1800–1889),慈善家、植物学家
- 威廉·特库姆塞·舍曼 (William Tecumseh Sherman，1820–1891), 南北战争中的北军将领
- 查克·史东 (Chuck Stone，生于1924), 记者
- SZA (生于1990), 歌手

## T

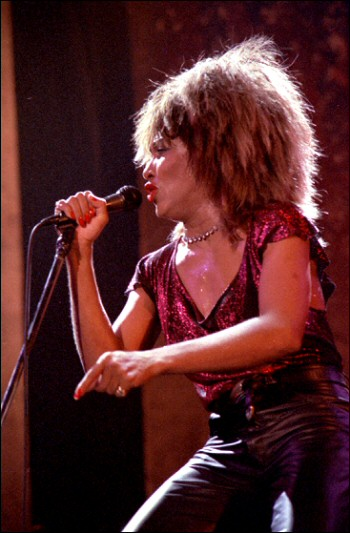
蒂娜·特纳

- 吉姆·塔兰托 (Jim Talent，生于1956), 议员
- 杰森·塔特姆 (Jayson Tatum，生于1998),篮球运动员
- 莎拉·蒂斯黛尔 (Sara Teasdale，1884–1933), 诗人
- 路·塞兹 (Lou Thesz，1916–2002), 职业摔角手
- 哈里·S·杜鲁门 (Harry S. Truman，1884–1972), 第33任美國总统
- 艾克·特纳 (Ike Turner，1931–2007), 歌手
- 蒂娜·特纳 (Tina Turner，生于1939), 歌手

## V
- 玛丽莲·沃斯·莎凡特 (Marilyn vos Savant，生于1946),曾经被记载为吉尼斯世界记录所认定拥有最高智商的人类

## W
- 杰克·瓦格纳 (Jack Wagner，生于1959), 演员
- 乔·乔·怀特 (Jo Jo White，1946–2018),籃球運動員
- 田纳西·威廉斯 (Tennessee Williams，1911–1983), 剧作家